# دوبنیم
دوبنیوم (به انگلیسی: Dubnium) عنصر مصنوعی جدول تناوبی است؛ نماد شیمیایی آن Db و عدد اتمی آن ۱۰۵ می‌باشد. این عنصر به شدت رادیواکتیو است. پایدارترین ایزوتوپ شناخته شده آن، دوبنیوم-۲۶۸، دارای نیمه‌عمر حدود ۱۶ ساعت است. این موضوع تحقیقات گسترده بر روی این عنصر را به شدت محدود می‌کند.
دوبنیوم به‌طور طبیعی در زمین یافت نمی‌شود و به‌طور مصنوعی تولید می‌شود. مؤسسه مشترک تحقیقات هسته‌ای شوروی (JINR) اولین کشف این عنصر را در سال ۱۹۶۸ اعلام کرد، و سپس آزمایشگاه ملی لارنس برکلی آمریکا در سال ۱۹۷۰ این کشف را اعلام نمود. هر دو تیم نام‌های خود را برای این عنصر جدید پیشنهاد دادند و از آنها بدون تأیید رسمی استفاده کردند. اختلاف طولانی مدت در سال ۱۹۹۳ با یک تحقیق رسمی از سوی گروه کاری ترانسفرمیوم که توسط آیوپاک و اتحادیه بین‌المللی فیزیک محض و کاربردی تشکیل شده بود، حل شد و در نتیجه، کشف این عنصر به‌طور رسمی بین هر دو تیم تقسیم شد. این عنصر در سال ۱۹۹۷ به‌طور رسمی دوبنیوم نامگذاری شد که از نام شهر دوبنا، محل JINR، گرفته شده است.
تحقیقات نظری دوبنیوم را به عنوان عضوی از گروه ۵ جدول تناوبی در سری ۶d فلزات واسطه قرار می‌دهند که آن را زیر وانادیوم، نیوبیوم و تانتالم قرار می‌دهد. دوبنیوم باید بیشتر ویژگی‌ها، مانند آرایش الکترونی ظرفیت و داشتن حالت اکسیداسیون غالب +۵، را با دیگر عناصر گروه ۵ به اشتراک بگذارد، با چند استثنا به دلیل شیمی کوانتومی نسبیتی. تحقیقات محدود شیمی دوبنیوم این موضوع را تأیید کرده است.

## کشف

### پیش‌زمینه
اورانیوم، عنصر ۹۲، سنگین‌ترین عنصری است که به‌طور قابل توجهی در طبیعت یافت می‌شود؛ عناصر سنگین‌تر تنها از طریق سنتز می‌توانند به‌طور عملی تولید شوند. اولین سنتز یک عنصر جدید—نپتونیم، عنصر ۹۳—در سال ۱۹۴۰ توسط تیمی از محققان در ایالات متحده انجام شد. در سال‌های بعد، دانشمندان آمریکایی عناصر تا مندلیفیم، عنصر ۱۰۱، که در سال ۱۹۵۵ سنتز شد، را تولید کردند. از نوبلیم، اولویت کشف‌ها بین فیزیک‌دانان آمریکایی و شوروی مورد مناقشه قرار گرفت. رقابت آنها منجر به یک مسابقه برای کشف عناصر جدید و کسب اعتبار برای این کشف‌ها شد که بعدها به نام جنگ‌های پسافرمیمی شناخته شد.

## گزارش‌ها
اولین گزارش کشف عناصر شیمیایی از سوی مؤسسه مشترک تحقیقات هسته‌ای (JINR) در دوبنا، استان مسکو، اتحاد جماهیر شوروی در آوریل ۱۹۶۸ منتشر شد. دانشمندان ایزوتوپ‌های امریسیم را با پرتوهایی از یون‌های نئون بمباران کردند و 9.4 MeV (با نیمه‌عمر ۰٫۱–۳ ثانیه) و 9.7 MeV (t1/2 > 0.05 s) واپاشی آلفا را گزارش کردند که فعالیت‌های مشابهی با 256103 یا 257103 داشت. براساس پیش‌بینی‌های نظری پیشین، این دو خط فعالیت به 261105 و 260105 نسبت داده شدند.
243
95Am + 22
10Ne → 265−x105 + x n (x = ۴, ۵)
پس از مشاهده واپاشی آلفای عنصر ۱۰۵، محققان قصد داشتند شکافت خود به خود (SF) عنصر را مشاهده کرده و شکست‌های حاصل از شکافت را مطالعه کنند. آن‌ها در فوریه ۱۹۷۰ مقاله‌ای منتشر کردند که در آن نمونه‌های متعدد از چنین فعالیت‌هایی با نیمه‌عمرهای 14 ms و ۲٫۲±۰٫۵ s را گزارش کردند. آن‌ها فعالیت اول را به 242mfAm نسبت دادند (این نشانه‌گذاری به این معنی است که هسته یک ایزومر هسته‌ای است که از طریق شکافت خود به خود تجزیه می‌شود) و فعالیت دوم را به ایزوتوپ عنصر ۱۰۵ نسبت دادند. آن‌ها پیشنهاد کردند که بعید است این فعالیت از یک واکنش انتقالی به غیر از عنصر ۱۰۵ باشد، زیرا نسبت تولید این واکنش به واکنش تولید 242mfAm به‌طور قابل توجهی کمتر از پیش‌بینی‌های نظری بود. برای اثبات اینکه این فعالیت از واکنش (22Ne,xn) نیست، محققان یک هدف 243Am را با یون‌های 18O بمباران کردند؛ واکنش‌های تولید 256103 و 257103 فعالیت SF کمی نشان دادند (مطابق داده‌های تأسیس‌شده) و واکنش‌های تولید ایزوتوپ‌های سنگین‌تر 258103 و 259103 هیچ‌گونه فعالیت SF تولید نکردند که با داده‌های نظری همخوانی داشت. محققان نتیجه گرفتند که فعالیت‌های مشاهده‌شده ناشی از SF عنصر ۱۰۵ بوده است.
در آوریل ۱۹۷۰، تیمی از آزمایشگاه ملی لارنس برکلی (LBL) در برکلی (کالیفرنیا), کالیفرنیا، ایالات متحده، ادعا کردند که عنصر ۱۰۵ را با بمباران ایزوتوپ‌های کالیفرنیوم با یون‌های نیتروژن سنتز کرده‌اند، با فعالیت آلفا 9.1 MeV. برای اطمینان از اینکه این فعالیت از یک واکنش دیگر نبوده است، تیم تلاش کرد واکنش‌های دیگری را انجام دهد: بمباران 249Cf با 14N, Pb با 15N، و Hg با 15N. آن‌ها اعلام کردند که چنین فعالیتی در این واکنش‌ها مشاهده نشد. ویژگی‌های هسته‌های دختر با 256103 منطبق بود، که نشان می‌دهد هسته‌های والد 260105 بوده‌اند.
249
98Cf + 15
7N → 260105 + 4 n
این نتایج کشفیات مؤسسه مشترک تحقیقات هسته‌ای را در خصوص واپاشی آلفای 9.4 MeV یا 9.7 MeV از 260105 تأیید نکرد و تنها 261105 به‌عنوان ایزوتوپ ممکن تولیدشده باقی ماند.
سپس مؤسسه مشترک تحقیقات هسته‌ای آزمایش دیگری برای تولید عنصر ۱۰۵ انجام داد که در گزارش مه ۱۹۷۰ منتشر شد. آن‌ها اعلام کردند که هسته‌های بیشتری از عنصر ۱۰۵ را سنتز کرده‌اند و آزمایش تأیید کرد که کار قبلی آن‌ها درست بوده است. طبق مقاله، ایزوتوپی که توسط مؤسسه مشترک تحقیقات هسته‌ای تولید شده احتمالاً 261105 بوده است یا ممکن است 260105 باشد. این گزارش شامل یک بررسی شیمیایی اولیه بود: نسخه‌ای از روش کروماتوگرافی گاز با شیب حرارتی برای نشان دادن اینکه کلرید تولیدشده از فعالیت SF تقریباً مشابه کلرید نیوبیم (V) بوده و نه کلرید هافنیم (IV) استفاده شد. تیم فعالیت SF 2.2 ثانیه‌ای را در یک کلرید فرار شبیه به خواص اکا-تانتالوم شناسایی کرده و نتیجه گرفتند که منبع این فعالیت SF باید عنصر ۱۰۵ باشد.
در ژوئن ۱۹۷۰، مؤسسه مشترک تحقیقات هسته‌ای پیشرفت‌هایی در آزمایش اول خود ایجاد کرد، با استفاده از هدفی خالص‌تر و کاهش شدت واکنش‌های انتقالی با نصب یک موازی ساز پیش از گیرنده. این بار آن‌ها توانستند فعالیت‌های آلفای 9.1 MeV با ایزوتوپ‌های دختر قابل شناسایی به‌عنوان 256103 یا 257103 پیدا کنند که نشان می‌دهد ایزوتوپ اصلی یا 260105 یا 261105 بوده است.

### مناقشه نامگذاری
مؤسسه مشترک تحقیقات هسته‌ای پس از گزارش اول خود در مورد سنتز عنصر ۱۰۵، که معمولاً با پیشنهاد نام همراه است، هیچ نامی برای آن پیشنهاد نکرد. این امر باعث شد که LBL معتقد شود که مؤسسه مشترک تحقیقات هسته‌ای داده‌های تجربی کافی برای پشتیبانی از ادعای خود نداشت. پس از جمع‌آوری داده‌های بیشتر، مؤسسه مشترک تحقیقات هسته‌ای پیشنهاد نام bohrium (Bo) را به افتخار فیزیکدان هسته‌ای دانمارکی نیلز بور، بنیان‌گذار نظریه‌های اتم و نظریه کوانتومی قدیمی ارائه داد؛ اما به‌زودی پیشنهاد خود را به nielsbohrium (Ns) تغییر داد تا از هرگونه ابهام با بور جلوگیری کند. نام دیگری که پیشنهاد شد dubnium بود. هنگامی که LBL اولین اعلامیه خود را دربارهٔ سنتز عنصر ۱۰۵ منتشر کرد، آنها پیشنهاد نام hahnium (Ha) را دادند تا این عنصر به‌افتخار شیمیدان آلمانی اتو هان، «پدر شیمی هسته‌ای»، نام‌گذاری شود و این امر باعث بروز یک مناقشه نامگذاری عنصر شد.
در اوایل دهه ۱۹۷۰، هر دو تیم گزارش‌هایی از سنتز عنصر ۱۰۶ ارائه دادند، اما هیچ‌کدام نامی برای آن پیشنهاد نکردند. JINR پیشنهاد کرد که یک کمیته بین‌المللی برای روشن کردن معیارهای کشف این عنصر تشکیل شود. این پیشنهاد در سال ۱۹۷۴ پذیرفته شد و یک گروه مشترک بی‌طرف تشکیل گردید. هیچ‌یک از تیم‌ها تمایلی به حل مناقشه از طریق یک طرف سوم نداشتند، بنابراین دانشمندان پیشرو LBL—آلبرت گیورسو و گلن سیبورگ—در سال ۱۹۷۵ به دوبنا سفر کردند و با دانشمندان پیشروی JINR—گئورگی فلروف، یوری اوگانسیان و دیگران—ملاقات کردند تا سعی کنند مناقشه را داخلی حل کرده و گروه بی‌طرف مشترک را غیرضروری کنند؛ پس از دو ساعت بحث، این تلاش شکست خورد. گروه بی‌طرف مشترک هیچ‌گاه تشکیل نشد تا ادعاها را ارزیابی کند و مناقشه حل نشد. در سال ۱۹۷۹، IUPAC پیشنهاد کرد که از نام سیستماتیک عنصرها به‌عنوان نام‌های موقت استفاده شود تا زمانی که نام‌های دائمی تعیین گردند؛ طبق این پیشنهاد، عنصر ۱۰۵ «اونیلپنتیوم» نامیده می‌شد که از ریشه‌های لاتینی «un-»، «nil-» و ریشه یونانی «pent-» (به معنای «یک»، «صفر» و «پنج»، به ترتیب ارقام عدد اتمی) گرفته شده است. هر دو تیم این پیشنهاد را نادیده گرفتند چون نمی‌خواستند ادعاهای برجسته‌شان ضعیف شود.

## ایزوتوپ‌ها

نمودار پایداری نوکلایدها که توسط مؤسسه مشترک تحقیقات هسته‌ای در سال ۲۰۱۲ استفاده شده است. ایزوتوپ‌های مشخص شده با مرزها نشان داده شده‌اند.

دوبنیم (105Db) یک عنصر مصنوعی است، بنابراین نمی‌توان جرم اتمی استانداردی برای آن تعیین کرد. مانند تمامی عناصر مصنوعی، دوبنیم هیچ ایزوتوپ پایداری ندارد. اولین ایزوتوپ که سنتز شد، 261Db در سال ۱۹۶۸ بود. سیزده ایزوتوپ پرتوزا شناخته‌شده وجود دارند که از 255Db تا 270Db متغیر هستند (به‌جز 264Db, 265Db، و 269Db)، به همراه یک ایزومر هسته‌ای (257mDb). دو ایزومر دیگر نیز گزارش شده‌اند اما تأیید نشده‌اند. طولانی‌ترین نیمه‌عمر شناخته‌شده برای ایزوتوپ دوبنیم، 268Db است که نیمه‌عمر آن ۱۶ ساعت می‌باشد.

## خواص پیش‌بینی‌شده
بر اساس روندهای تناوبی، دوبنیم همراه با وانادیم، نیوبیم و تانتالم باید جزو گروه ۵ باشد. مطالعات مختلف خواص عنصر ۱۰۵ را بررسی کرده‌اند و نتایج نشان داده‌اند که این خواص عموماً با پیش‌بینی‌های قانون تناوبی تطابق دارند. با این حال، انحرافات قابل توجهی ممکن است به دلیل شیمی کوانتومی نسبیتی رخ دهد، که خواص فیزیکی را در مقیاس‌های اتمی و ماکروسکال به‌طور چشمگیری تغییر می‌دهد. اندازه‌گیری این خواص تاکنون با چالش‌های زیادی مواجه بوده است؛ از جمله مشکلات در تولید اتم‌های فوق‌سنگین، نرخ پایین تولید که تنها امکان اندازه‌گیری در مقیاس‌های میکروسکوپی را فراهم می‌آورد، نیاز به آزمایشگاه‌های رادیوشیمی برای آزمایش این اتم‌ها، نیمه‌عمر کوتاه این اتم‌ها و وجود فعالیت‌های ناخواسته که به غیر از سنتز اتم‌های فوق‌سنگین هستند. تا کنون، تحقیقات تنها بر روی تک اتم‌ها انجام شده است.

### اتمی و فیزیکی

نمودار توزیع شعاعی الکترون‌های والانس 7s در دوبنیم به‌طور نسبیتی (خط ممتد) و غیرنسبیتی (خط چین)

یکی از اثرات مستقیم نسبیتی این است که با افزایش عدد اتمی عناصر، الکترون‌های درونی‌تر به دلیل افزایش الکترومغناطیس میان الکترون و هسته، سریع‌تر به دور هسته می‌چرخند. اثرات مشابهی برای اوربیتال‌های s بیرونی (و p1/2 که در دوبنیم اشغال نشده‌اند) مشاهده شده است: به‌عنوان مثال، اوربیتال 7s اندازه‌اش ۲۵٪ کاهش می‌یابد و به میزان ۲٫۶ الکترون‌ولت پایدار می‌شود.
یک اثر غیرمستقیم‌تر این است که اوربیتال‌های فشرده‌شده s و p1/2 بار هسته را به‌طور مؤثرتری پوشش می‌دهند، بنابراین مقدار کمتری از بار هسته برای الکترون‌های بیرونی d و f باقی می‌ماند، که به نوبه خود باعث می‌شود این الکترون‌ها در اوربیتال‌های بزرگتری حرکت کنند. دوبنیم به‌شدت تحت تأثیر این پدیده قرار دارد: برخلاف اعضای قبلی گروه ۵، الکترون‌های 7s آن کمی سخت‌تر از الکترون‌های 6d آن استخراج می‌شوند.

تثبیت نسبیتی اوربیتال‌های ns، بی‌ثباتی اوربیتال‌های (n-1)d و تفکیک اسپین–مدار برای عناصر گروه ۵.

یکی دیگر از اثرات تعامل اسپین-مدار، به‌ویژه تفکیک اسپین–مدار است که اوربیتال 6d را تقسیم می‌کند—عدد کوانتومی اوربیتالی ℓ برای پوسته d برابر با ۲ است—به دو زیرپوسته، به طوری که چهار تا از ده اوربیتال ℓ آن‌ها به ۳/۲ کاهش می‌یابند و شش اوربیتال دیگر به ۵/۲ افزایش می‌یابند. تمام ده سطح انرژی افزایش می‌یابند؛ چهار تای آن‌ها از شش تای دیگر پایین‌ترند. (سه الکترون 6d معمولاً سطوح انرژی پایین‌تر، یعنی 6d3/2، را اشغال می‌کنند)
یک اتم یونیزه‌شده دوبنیم (Db+) باید یک الکترون 6d را نسبت به اتم خنثی از دست بدهد؛ اتم‌های دوبنیم با بار دوگانه (Db2+) یا سه‌گانه (Db3+) باید الکترون‌های 7s خود را از دست بدهند، برخلاف همولوگ‌های سبک‌تر آن. با وجود این تغییرات، دوبنیم هنوز انتظار می‌رود که پنج الکترون والانس داشته باشد. از آنجا که اوربیتال‌های 6d دوبنیم بی‌ثبات‌تر از اوربیتال‌های 5d تانتالوم هستند، و انتظار می‌رود که Db3+ دو الکترون 6d و نه 7s باقی بگذارد، حالت اکسیداسیون +۳ آن انتظار می‌رود که ناپایدار باشد و حتی نادرتر از حالت اکسیداسیون تانتالوم باشد. پتانسیل یونیزاسیون دوبنیم در حالت اکسیداسیون +۵ آن باید کمی پایین‌تر از تانتالوم باشد و شعاع یونی دوبنیم باید نسبت به تانتالوم افزایش یابد؛ این تأثیر زیادی بر شیمی دوبنیم دارد.
اتم‌های دوبنیم در حالت جامد باید خود را در یک پیکربندی دستگاه بلوری مکعبی مشابه با دیگر عناصر گروه ۵ تنظیم کنند. چگالی پیش‌بینی‌شده دوبنیم برابر با 21.6 g/cm3 است.